# Ehime FC
Ehime FC är ett fotbollslag från Matsuyama, Japan. Laget spelar för närvarande (2020) i den näst högsta proffsligan J2 League.

## Placering tidigare säsonger
| År   | Liga | M  | Po | V  | O  | F  | Pl      | Notering |
| 2006 | J2   | 48 | 53 | 14 | 11 | 23 | 9 / 13  |          |
| 2007 | J2   | 48 | 45 | 12 | 9  | 27 | 10 / 13 |          |
| 2008 | J2   | 42 | 37 | 9  | 10 | 23 | 14 / 15 |          |
| 2009 | J2   | 51 | 47 | 12 | 11 | 28 | 15 / 18 |          |
| 2010 | J2   | 36 | 48 | 12 | 12 | 12 | 11 / 19 |          |
| 2011 | J2   | 38 | 44 | 10 | 14 | 14 | 15 / 20 |          |
| 2012 | J2   | 42 | 50 | 12 | 14 | 16 | 16 / 22 |          |
| 2013 | J2   | 42 | 47 | 12 | 11 | 19 | 17 / 22 |          |
| 2014 | J2   | 42 | 48 | 12 | 12 | 18 | 19 / 22 |          |
| 2015 | J2   | 42 | 65 | 19 | 8  | 15 | 5 / 22  |          |
| 2016 | J2   | 42 | 56 | 12 | 20 | 10 | 10 / 22 |          |

- M: Antal matcher spelade, Po Antal poäng, V Vunna matcher, O Oavgjorda matcher, F Förlorade matcher, Pl Placering i tabellen/antal lag

## Spelartrupp
Aktuell 23 april 2022
| Nr | Land  | Pos | Namn                                      |
| -- | ----- | --- | ----------------------------------------- |
| 1  | Japan | MV  | Kenta Tokushige                           |
| 2  | Japan | F   | Daisei Suzuki (lån från Tokushima Vortis) |
| 3  | Japan | F   | Taishi Nishioka                           |
| 4  | Japan | F   | Naoki Kuriyama                            |
| 5  | Japan | F   | Takanori Maeno (kapten)                   |
| 6  | Japan | MF  | Takumi Sasaki                             |
| 7  | Japan | MF  | Shigeru Yokotani                          |
| 8  | Japan | MF  | Kyoji Kutsuna                             |
| 9  | Japan | MF  | Ryosuke Maeda                             |
| 10 | Japan | A   | Motoki Ohara                              |
| 11 | Japan | MF  | Takashi Kondo                             |
| 13 | Japan | MF  | Shuya Iwai                                |
| 14 | Japan | A   | Makito Yoshida                            |
| 16 | Japan | MF  | Hiroto Tanaka                             |

| Nr | Land  | Pos | Namn                                      |
| -- | ----- | --- | ----------------------------------------- |
| 17 | Japan | MF  | Shunsuke Motegi                           |
| 18 | Japan | A   | Kohei Shin (lån från Thespakusatsu Gunma) |
| 20 | Japan | MF  | Asahi Yada                                |
| 21 | Japan | MV  | Raihei Kurokawa                           |
| 22 | Japan | A   | Riki Matsuda                              |
| 23 | Japan | F   | Shuma Mihara                              |
| 24 | Japan | MF  | Ryo Sato                                  |
| 27 | Japan | F   | Toshiya Takagi                            |
| 31 | Japan | MV  | Yosei Itahashi (lån från Sagan Tosu)      |
| 33 | Japan | F   | Sora Ogawa                                |
| 36 | Japan | MV  | Shugo Tsuji                               |
| 37 | Japan | F   | Reiya Morishita                           |
| 39 | Japan | F   | Kenta Uchida                              |
| 46 | Japan | F   | Ryota Moriwaki                            |
| 49 | Japan | A   | Tomoya Osawa (lån från Omiya Ardija)      |